# VIS (鉄道システム)
VISは、情報提供装置 (Visual Information System) の略称で、東日本旅客鉄道（JR東日本）の一般形電車に搭載されている旅客案内装置である。

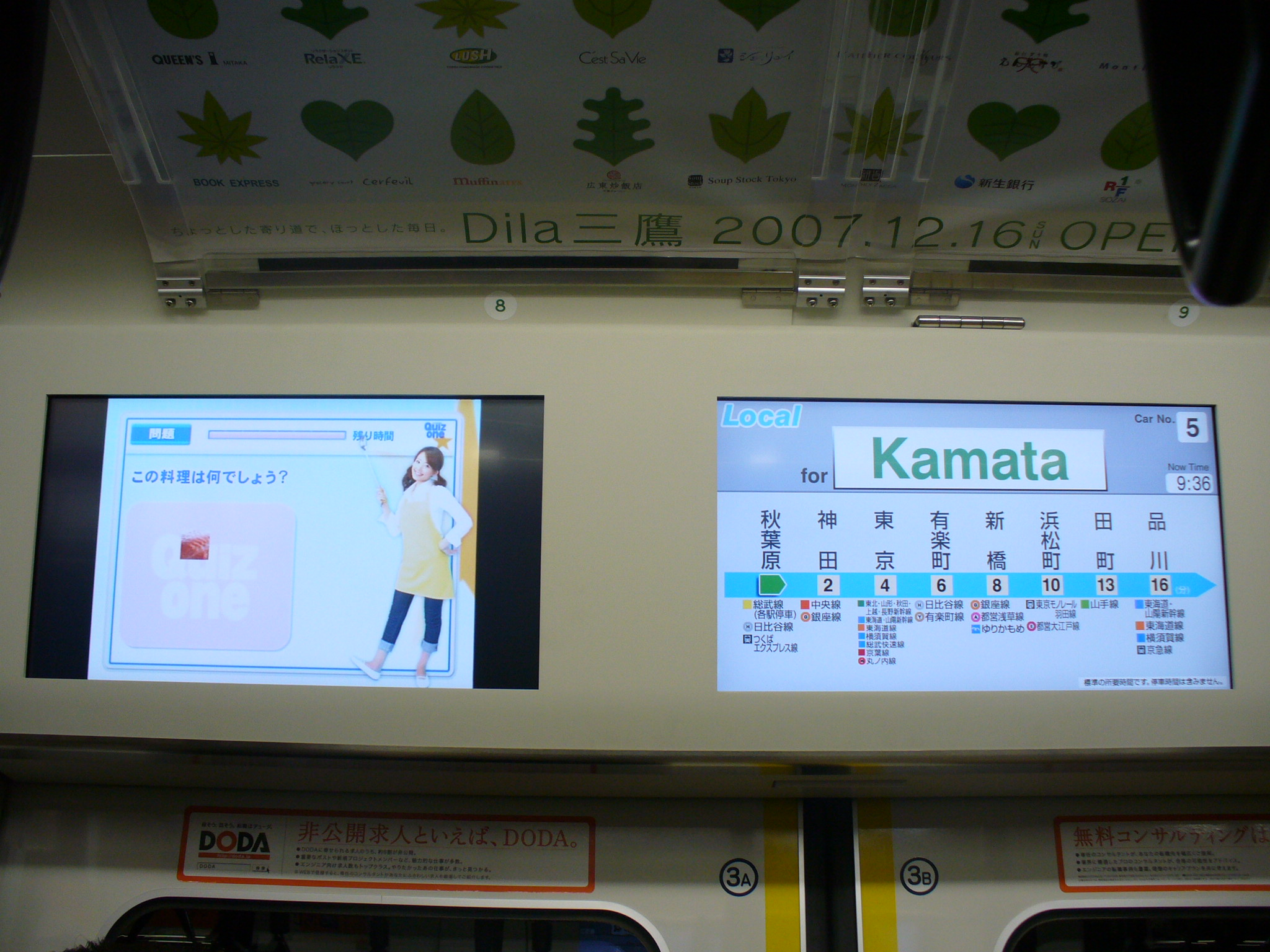
E233系1000番台の旅客案内表示器

この装置は車両の各所（主に乗降扉上部）に設置された媒体に運行情報、次駅案内、乗り換え案内、到達時分、その他アナウンス（『鉄道施設の警備強化のお知らせ』など）を表示している。車両と地上の双方向で通信できるため、TIMSが持っている情報を地上に送信することも可能である。
表示を行う媒体は車両により異なっており、液晶ディスプレイを用いる方式とスクロール式LEDパネルを用いる方式が採用されている。

## JR東日本の搭載車両

### 液晶ディスプレイ方式
- E231系500番台
- E233系（3000番台をのぞく）
- E235系
- E129系[1]
- E331系（廃車解体済）

乗降扉上部に「トレインチャンネル」とよばれる2基の液晶ディスプレイを設置して情報を提供している。
主に停車駅や乗り換えなどの列車情報、遅延などの運行状況やCMなどの広告を表示している。そのうち広告は主にミリ波を使用したSS無線や無線LAN、モバイルWiMAXを使用し、運行状況はデジタル列車無線を使用して内容を更新している。
E231系500番台はアナログ伝送のため映像にノイズが見られるが、E233系では伝送速度の向上によりデジタルRGBを採用したためより鮮明な映像となっている。
E233系0番台までは、画面アスペクト比が4:3の液晶ディスプレイを搭載していたが、1000番台以降はアスペクト比16:9の液晶ディスプレイを搭載している。この為、4:3の画面サイズ用に制作された映像・広告が表示される場合、画面の左右端に黒い縦の帯が表示される。E233系2000番台では導入当初１基のみの設置で広告の表示は行っていなかったが、2015年2月19日より順次表示が開始された。この他、乗り入れ先の地下鉄千代田線内での駅ナンバリング表示に対応している。E233系7000番台は三菱電機製のセサミクロを用いたアニメーション表示に対応している。
E235系では、新たなデジタルサイネージとしてトレインチャンネルに加え「まど上チャンネル」と「サイドチャンネル」が新設されている。21.5インチ液晶ディスプレイを窓上部に３基、妻上部に１基設置している。

### スクロール式LEDパネル方式
- 209系
- E217系
- E231系（500番台を除く）
- E531系
- E233系3000番台

列車の運行状況を表示しているほか、E231系通勤タイプでは到達時分も表示する。E231系近郊タイプ初期編成では当初グリーン車のみ運行状況が表示されていたが、2009年頃から普通車にも表示されるようになった。なお、2004年以降に製造された後期編成は当初から全車両で運行状況が表示されている。

## 私鉄の搭載車両
私鉄車両でも名称は異なるものの、同機能を搭載した車両が存在する。多くが液晶ディスプレイを利用し停車駅・所要時間・運行状況の案内が行われている。

### TIP
(Train Information system for Passenger。TOQビジョン)
- 東急電鉄・横浜高速鉄道
  - 5000系（2代）・5050系・5080系
  - 6000系（2代）
  - 7000系（2代）
  - 2020系・6020系・3020系
  - 3000系（相鉄線直通対応車）
  - Y500系

液晶ディスプレイにて次駅案内や広告を表示しているほか、運行状況の表示にも対応している。

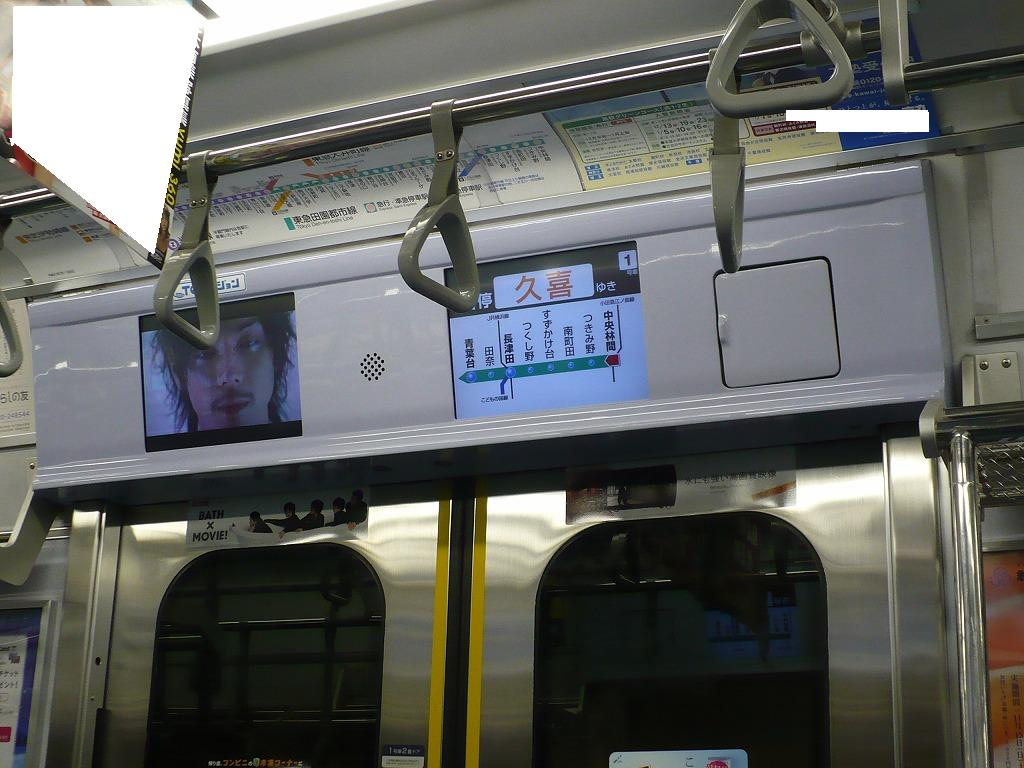
東急5000系の旅客案内表示器
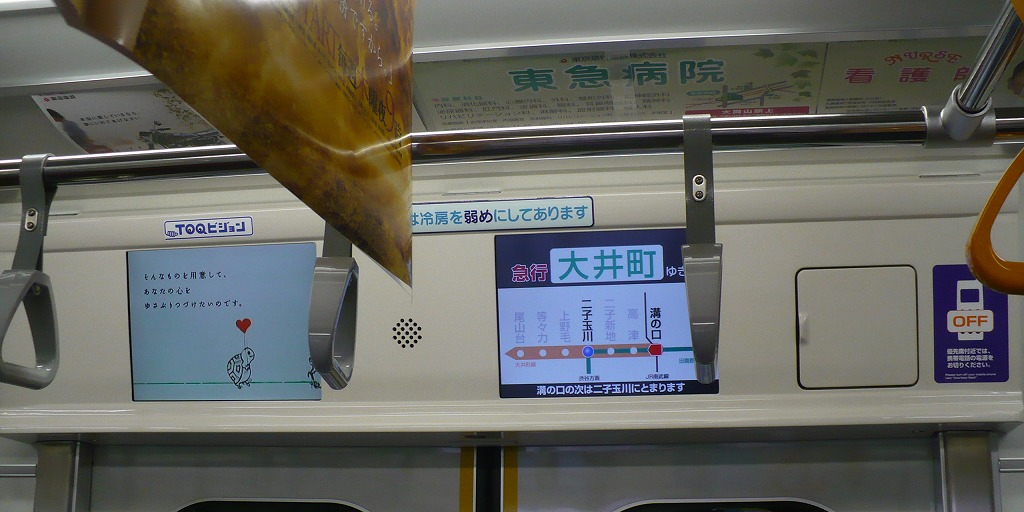
6000系の旅客案内表示器
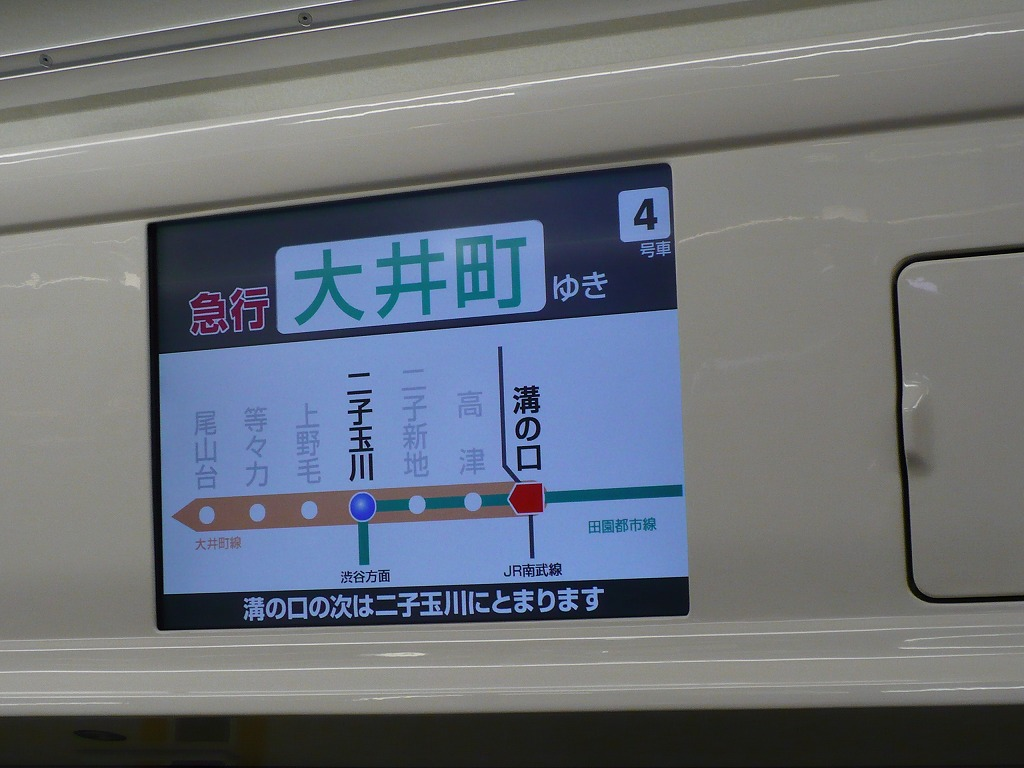
6000系の案内表示画面例
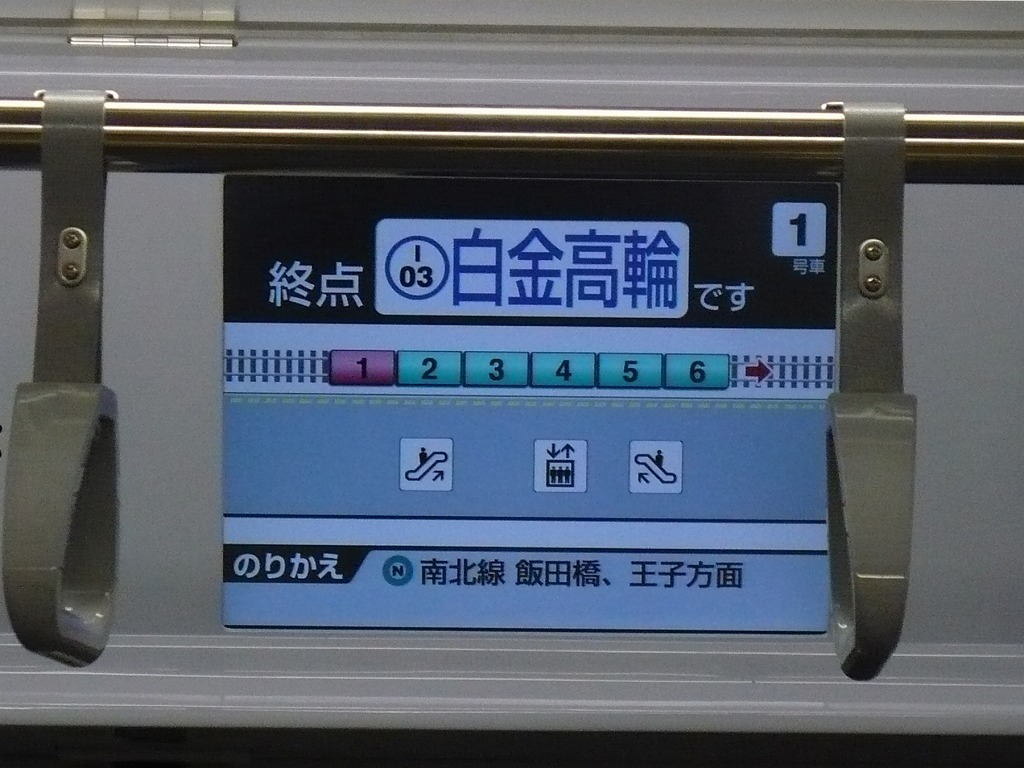
5080系の案内表示画面例。駅の階段位置なども表示される
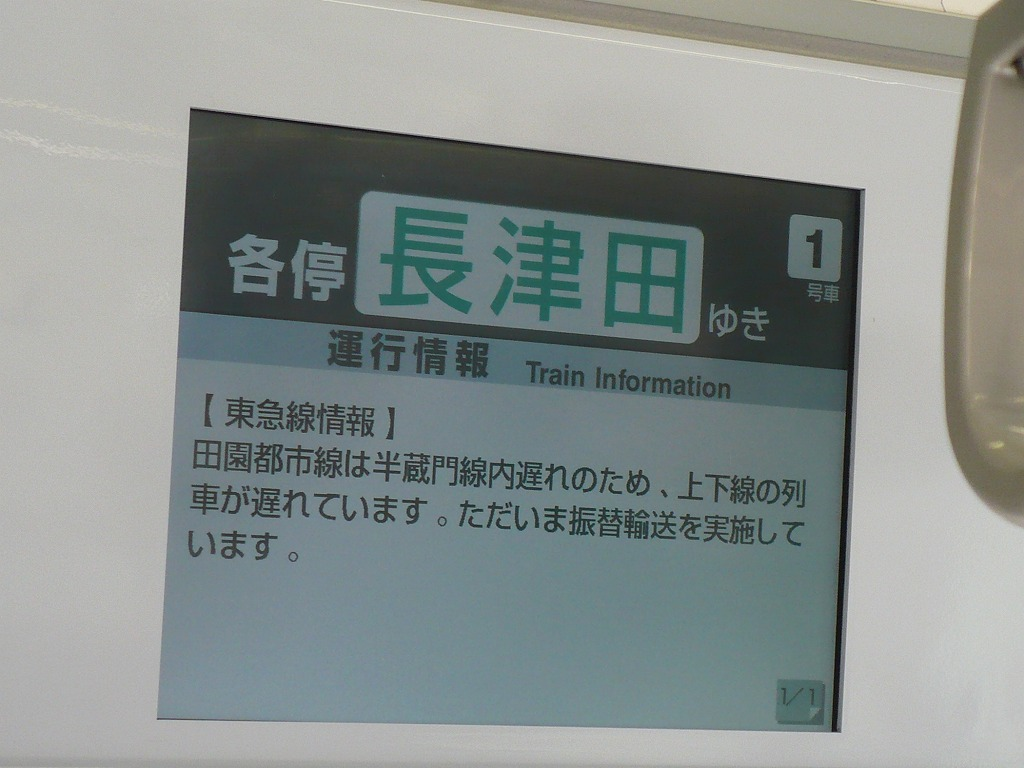
運行支障時に無線配信された運行情報画面

### TVOS
(Train Vision Odakyu System。小田急TV)
- 小田急電鉄
  - 1000形（リニューアル車）
  - 3000形（2代）（4次車以降）
  - 4000形（2代）
  - 5000形
  - 50000形

液晶ディスプレイにて次駅案内や運行状況を表示している。5000形と4000形と3000形の一部と1000形のリニューアル車ではディスプレイを2台設置し、左側を「小田急TV(電子広告)」を用いている。50000形では車外に設置されたカメラの映像をリアルタイムでモニターに伝送する機能も搭載されている。このほかスクロール式LEDパネル方式を採用している車両でも運行状況を表示する機能を搭載している。

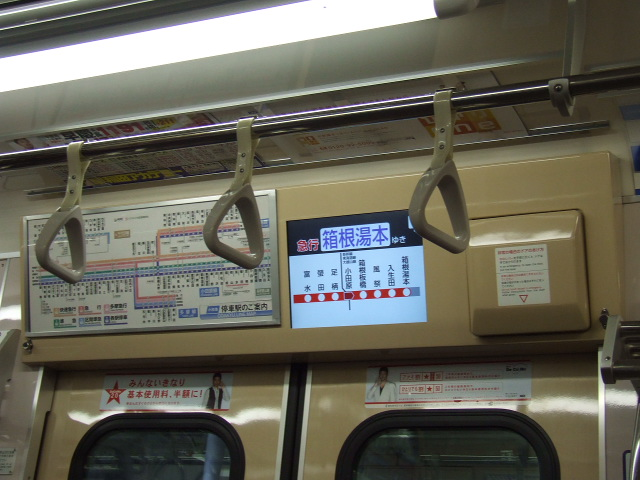
3000形の旅客案内表示器
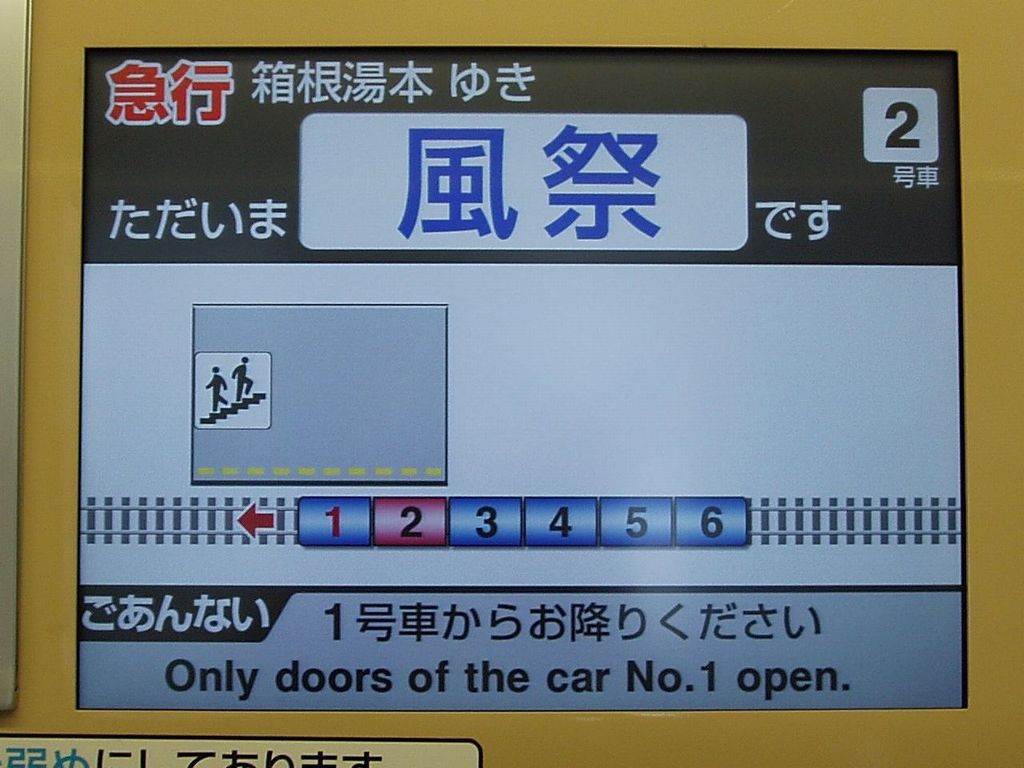
ドアカットの案内表示

### SIS
(Sotetsu Infovision System)
- 相模鉄道
  - 11000系
  - 12000系
  - 20000系/21000系
  - 9000系 (リニューアル車)

ワイド液晶ディスプレイにて次駅案内や広告、ニュースを表示しているほか、自社線･他社線の運行状況表示にも対応している（9000系リニューアル車を除く）。

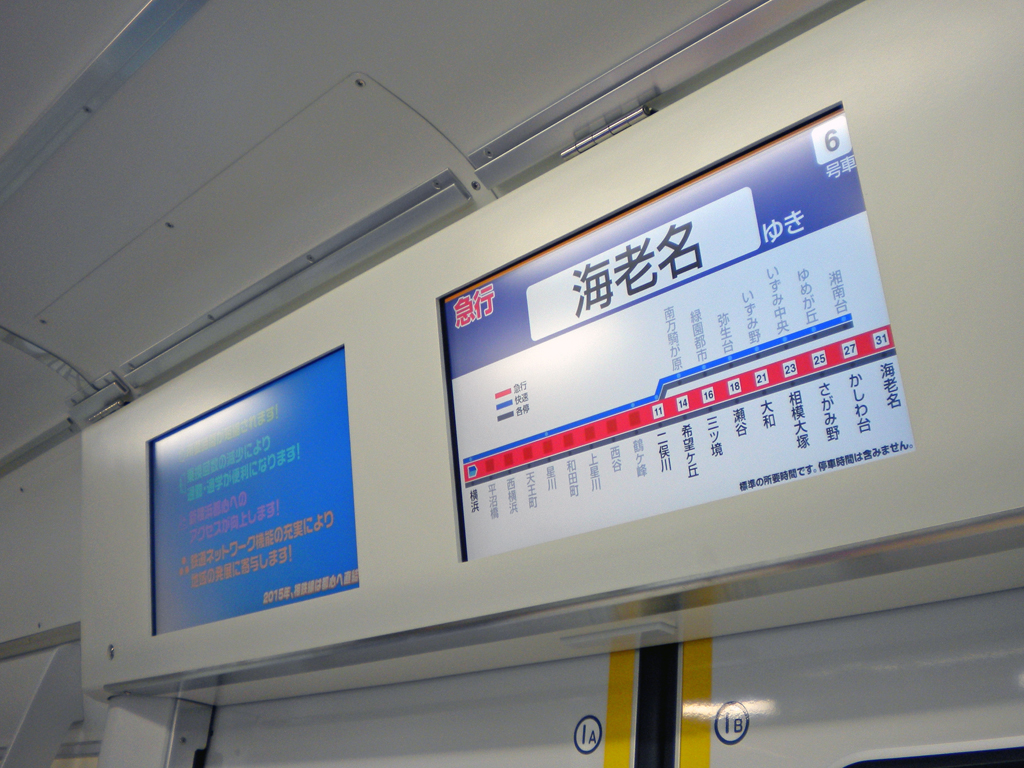
11000系の旅客案内表示器
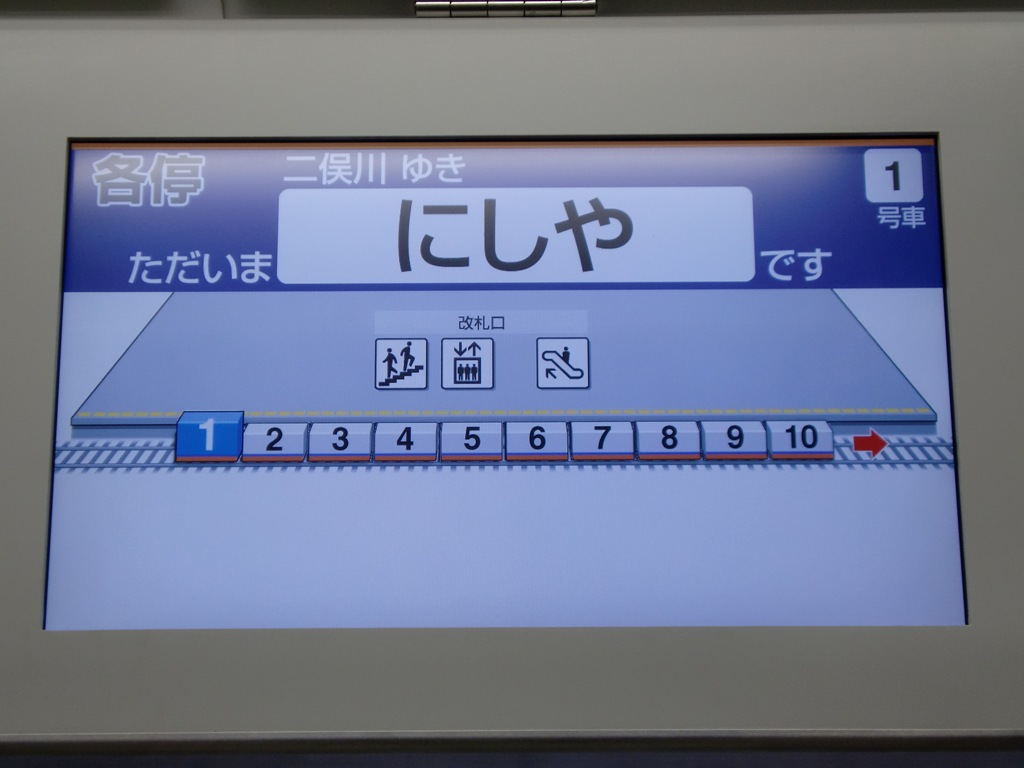
駅ホームの案内表示
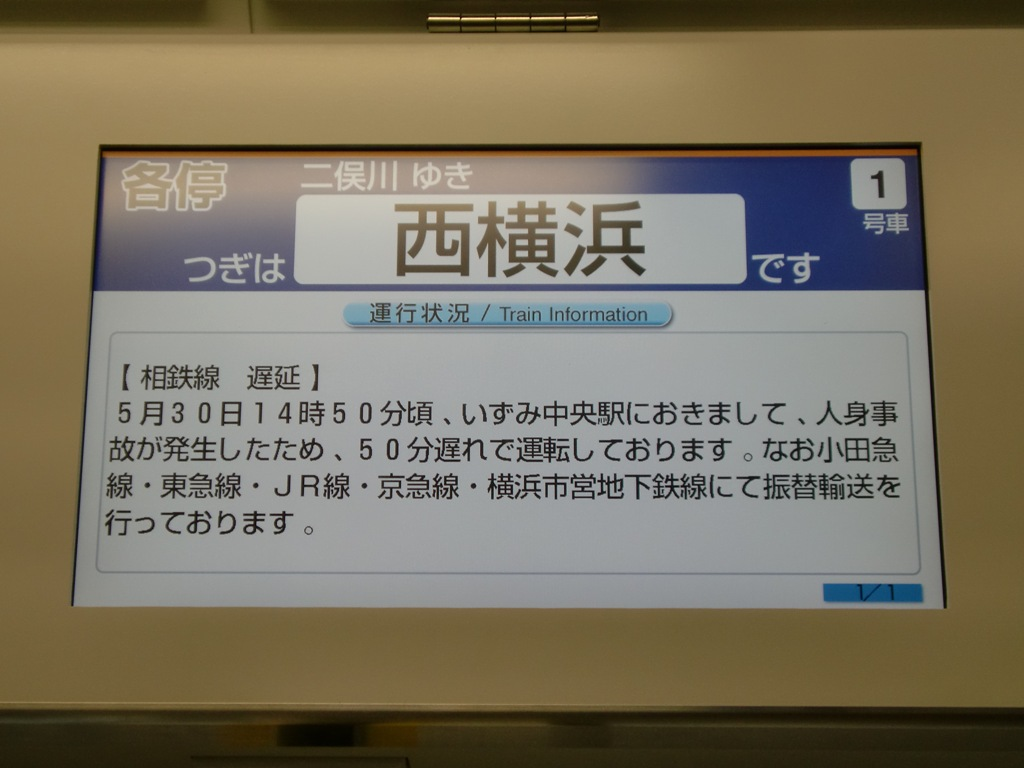
運行情報の表示

### S-TVS
(Seibu-Train Vision System。西武スマイルビジョン)
- 西武鉄道
  - 30000系
  - 40000系
  - 6000系（搭載工事を施工した一部車両のみ）

液晶ディスプレイにて次駅案内・広告を表示しているほか、運行状況の表示にも対応している。

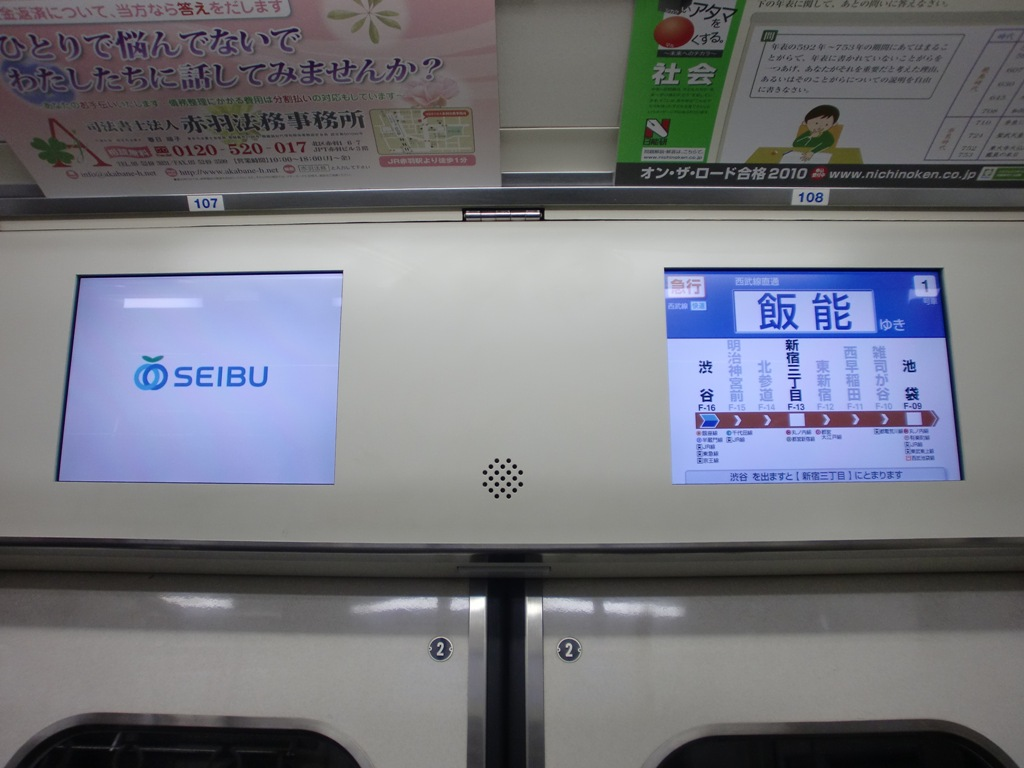
6000系の旅客案内表示器

### TVIS
（Tokyo Metro ビジョン）
- 東京地下鉄
  - 10000系
  - 13000系
  - 15000系
  - 16000系
  - 17000系
  - 18000系
  - 1000系
  - 2000系
  - 02系（更新車のみ）
  - 8000系（2010年度以降の更新車のみ）
  - 9000系（更新車のみ）
  - 05系（更新車のみ）
  - 08系（更新で全車設置済）

## その他の搭載車両
- 京成電鉄
  - 京成3000形電車 (2代)
  - 京成3100形電車 (2代)
- 京王電鉄
  - 9000系（9736F以降の編成）
  - 5000系（2代）
  - 7000系（一部の編成）
  - 1000系（2代）（1721F以降の編成とリニューアル車）
- 京浜急行電鉄
  - 600形
  - 新1000形（10次車以降の編成）
  - 2100形（更新工事施工済みの編成）
- 横浜シーサイドライン
  - 2000形
- 東武鉄道
  - 50070系（51076F以降の編成のみだったが、51071～51075FもLCDを取り付け）
  - 60000系
  - 70000系（70090型にも搭載）
- ゆりかもめ
  - 7300系

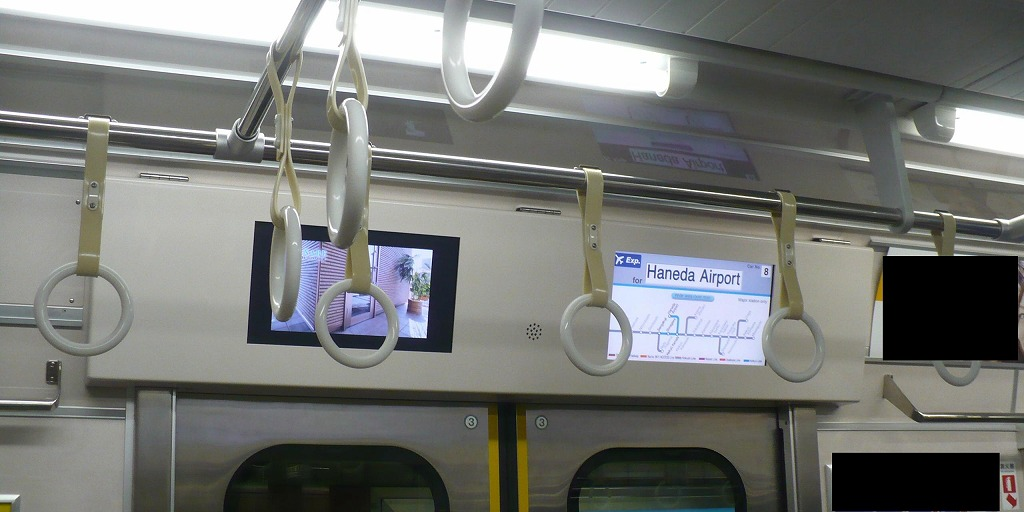
京急新1000形10次車の案内表示器
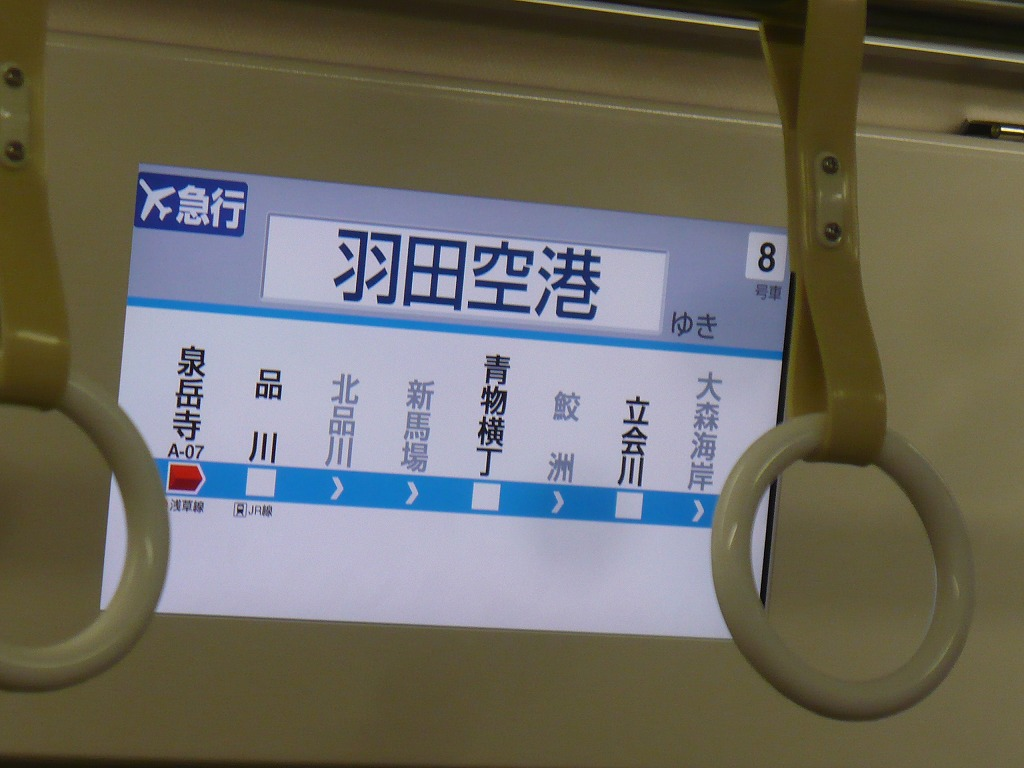
案内表示画面
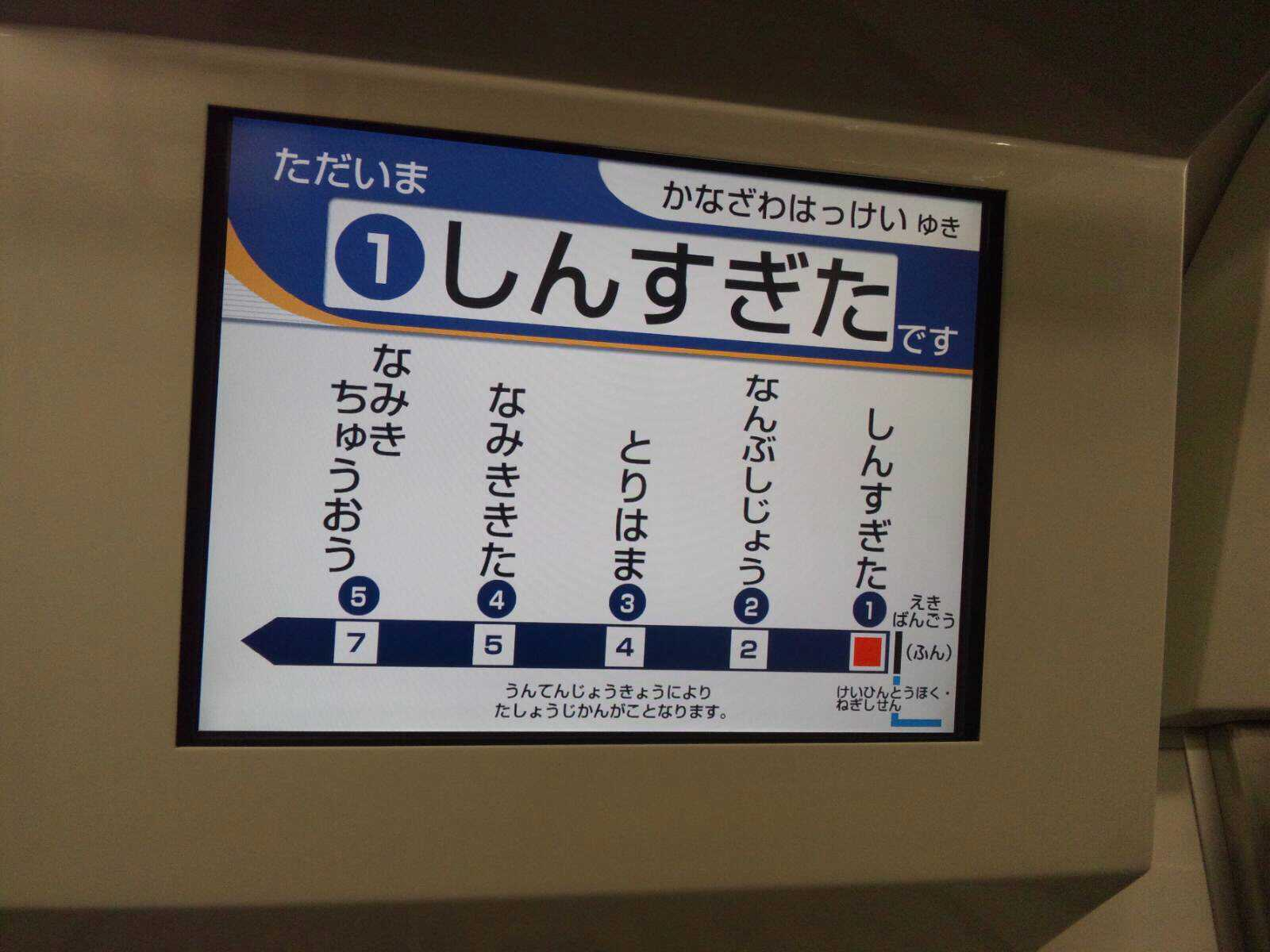
横浜シーサイドライン2000形の案内表示器